# Klaus Schimrigk

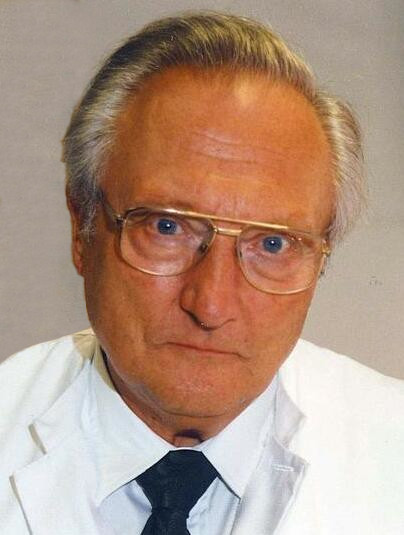
Klaus Schimrigk (ca. 1985)

Klaus Schimrigk (* 21. Juni 1930 in Überlingen am Bodensee; † 2. November 2021 in Bochum) war ein deutscher Neurologe mit den wissenschaftlichen Schwerpunkten neuromuskuläre und entzündliche Erkrankungen des Zentralnervensystems sowie zerebrovaskuläre Erkrankungen.

## Akademische Laufbahn

### Jugend und Ausbildung
Klaus Schimrigk wurde als erstes von zwei Kindern des niedergelassenen Neurologen Robert Schimrigk (1904–1976) und dessen Ehefrau Martha, geb. Garre, am 21. Juni 1930 in Überlingen am Bodensee geboren. Seine Schwester Renate (1931–2021) war Allgemeinärztin und Psychotherapeutin. Nach dem Abitur 1950 am Stadtgymnasium Dortmund studierte Schimrigk Humanmedizin an den Universitäten Münster, Freiburg, München, Innsbruck und Kiel. An der Universität Kiel legte er 1956 das Staatsexamen ab und wurde im selben Jahr mit seiner Arbeit Über die Verwendung der Fibula zu Plastiken, insbesondere zum Ersatz für eine teilresezierte Klavikula zum Dr. med. promoviert. Nach der Medizinalassistentenzeit erfolgte 1958 die Approbation als Arzt.

### Ärztlicher und wissenschaftlicher Werdegang
Von 1959 bis 1963 arbeitete Klaus Schimrigk als wissenschaftlicher Assistent an der Neurologischen Klinik des Universitätsklinikums Hamburg-Eppendorf (Leitung Rudolf Wilhelm Janzen), an der Abteilung für Neuroradiologie, weiterhin tierexperimentell und schließlich für sechs Monate an der neurochirurgischen Abteilung des Allgemeinen Krankenhauses Hamburg-Heidberg (Prof. Dr. G. Häusler).
Von 1963 bis 1965 war er Assistent am Anatomischen Institut der Universität Hamburg bei Kurt Fleischhauer. Wieder zurück in der Neurologischen Universitätsklinik Hamburg-Eppendorf, interessierte sich Schimrigk zunehmend für das Gebiet der Muskelkrankheiten und publizierte zusammen mit Hans Georg Mertens (1921–2002) zu diesem Fachgebiet. Mit Mertens baute er auch die neurologische Intensivstation auf, von 1965 bis 1969 leitete er das neurohistologische Labor. 1969 habilitierte sich Schimrigk für das Fach Neurologie mit dem Thema Regionale Gewebsreaktionen der Hirnventrikelwände des Menschen.
1969 wechselte Schimrigk an die inzwischen von Mertens geleitete Neurologische Klinik der Universität Würzburg, wo er nach seiner Facharztanerkennung für Neurologie 1970 als Oberarzt und ab 1972 als Leitender Oberarzt tätig war. Wissenschaftlich beschäftigte er sich schwerpunktmäßig weiterhin mit den Muskelkrankheiten. 1975 wurde er zum außerplanmäßigen Professor ernannt.
Am 1. November 1978 folgte Klaus Schimrigk dem Ruf an die Universität des Saarlandes, wo er nach der Teilung der Universitäts-Nervenklinik Homburg/Saar (Direktor: Prof. Hans-Hermann Meyer) am 1. Dezember das Amt des Direktors der Neurologischen Klinik und Ordinarius für Neurologie der Universität antrat. Die Klinik und den Lehrstuhl für Psychiatrie übernahm gleichzeitig der aus Frankfurt berufene Klaus Wanke (1933–2011).
Kurz nach Amtsantritt initiierte Schimrigk an der Neurologischen Klinik die bundesweit erste Muskelsprechstunde, aus der 1989 das erste regionale Zentrum der Deutschen Gesellschaft für Muskelkranke (DGM) e.V., das Wilhelm-Erb-Zentrum, mit Aufgaben der Forschung und Prävention hervorging. Es beinhaltet eine Datenbank, ist dem Institut für Präventivmedizin (IPM) an der Universität des Saarlandes angegliedert und mit allen gebietsrelevanten Einrichtungen des Universitätsklinikums vernetzt. Weiterhin entstand die erste Spezialabteilung für Schlaganfallkrankheiten (Stroke Unit) im Saarland. Weitere Forschungs- und klinische Schwerpunkte Schimrigks waren die neurologische Intensivmedizin und die Multiple Sklerose. Die Klinik entwickelte sich zu einem wichtigen Partner innerhalb des Klinikums wie auch für die internationale Kooperation. Im Rahmen des Weltkongresses für Neurologie 1985 in Hamburg oblag Schimrigk die Ausrichtung des Satellitensymposiums Brain and Heart in Trier, 1992 fand unter seiner Präsidentschaft der Jahreskongress der Deutschen Gesellschaft für Neurologie (DGN) in Saarbrücken statt. Ein besonderes Anliegen war Schimrigk die Zusammenarbeit mit den Selbsthilfegruppen im Bereich von Muskelkrankheiten und Multipler Sklerose. Ab 1989 unterstand die Schule für Krankenpflege und Krankenpflegehilfe in Homburg seiner ärztlichen Leitung. Im Rahmen der fachärztlichen und allgemeinmedizinischen Fort- und Weiterbildung führte er zusammen mit Klaus Wanke die vom gemeinsamen Vorgänger H.-H. Meyer begründete Tradition der Nervenärztlichen Kolloquien fort.
Nach fast 20 Jahren Tätigkeit in Homburg wurde Klaus Schimrigk am 30. September 1998 emeritiert.

### Forschung und Wissenschaft
Viele Mitarbeiter der Kliniken, an denen Schimrigk tätig war, wurden unter seiner Anleitung promoviert und habilitiert. Er war Autor und Koautor zahlreicher wissenschaftlicher Publikationen. Die Gebiete umfassen schwerpunktmäßig die Muskelkrankheiten, die zerebrovaskulären und neurodegenerativen Erkrankungen, aber auch eine Vielzahl weiterer Forschungsthemen.

### Ämter und Mitgliedschaften
- 1981–2011: Gründungsmitglied (1981) und Vorsitzender (2000–2011) des Landesverbandes Saarland der Deutschen Multiple Sklerose Gesellschaft, Bundesverband e.V. (DMSG)
- ab 1982: Gründungsmitglied (1982) und langjähriger Vorsitzender der Deutsch-Russischen Studiengruppe für Neurologie
- 1983–1985: Prodekan des Fachbereichs „Klinische Medizin“ der Universität des Saarlandes
- 1986–1992: Mitglied im Bundesvorstand der Deutschen Gesellschaft für Muskelkranke (DGM) e.V.
- 1989–1998: Leiter des Wilhelm-Erb-Muskelzentrums Homburg/Saar
- 1991–1992: Präsident der Deutschen Gesellschaft für Neurologie (DGN; Ausrichtung des Jahreskongresses 1992 in Saarbrücken)

### Ehrungen
- Ernst-von-Bergmann-Plakette der Deutschen Ärzteschaft
- Ehrenmitglied der Deutschen Gesellschaft für Muskelkranke (DGM) e.V.
- Ehrenmitglied der Allrussischen wissenschaftlichen Gesellschaft der Neurologen
- Ehrenmitglied der St. Petersburger Neurologischen Gesellschaft

## Privatleben
Klaus Schimrigk war verheiratet mit Marlis, geb. Ewert (1934–2018). Aus der Ehe gingen vier Kinder hervor.

## Veröffentlichungen (Auswahl)
Schimrigk war Autor und Koautor von über 200 wissenschaftlichen Arbeiten sowie Herausgeber und Mitherausgeber einer Reihe fachspezifischer Monographien.

### Bücher, Herausgeberschaften (Auswahl)
- G. Hertel, H. G. Mertens, K. Ricker und K. Schimrigk (Hrsg.) Myasthenia gravis und andere Störungen der neuromuskulären Synapse, Thieme, Stuttgart (1977)
- B. Neundörfer, D. Soyka und K. Schimrigk (Hrsg.) Praktische Neurologie, Edition medizin, Weinheim, Deerfield Beach, Basel (1984)
- K. Schimrigk, D. Schmitt (1988) Multiple Sklerose. Konventionelle Therapie und Außenseitermethoden, Edition Medizin, Weinheim (1988)